# Broadlands (Illinois)
Pour les articles homonymes, voir Broadlands (homonymie).
Broadlands est un village du comté de Champaign dans l'Illinois, aux États-Unis,. Il est incorporé le 29 avril 1902.

## Démographie
Lors du recensement de 2010, le village comptait une population de 349 habitants. Elle est estimée, en 2016, à 352 habitants.

## Source de la traduction
- (en) Cet article est partiellement ou en totalité issu de l’article de Wikipédia en anglais intitulé « Broadlands, Illinois » (voir la liste des auteurs).